# Народный союз (Италия)
Народный союз (ита: Unione Popolare) — левая политическая коалиция в Италии, основанная 9 июля 2022 года в преддверии всеобщих выборов 2022 года.

## Позиции
В предвыборной программе на выборы 2022 года список указал среди своих основных пунктов введение минимальной заработной платы, борьбу с бедностью и реформу трудового законодательства, пацифизм, феминизм, меры против приватизации здравоохранения и усиление государственного управления, образование и культура.
В области внешней политики список предлагает преодоление НАТО, официальное признание Государства Палестина и выступает против поставок оружия воюющим странам, включая Украину.

## Члены
- Партия коммунистического возрождения
- Bласть народу
- Демократия и автономия
- Партия Юга
- Социалистическое возрождение
- Движение 4 октября
- МанифестА

## Результаты выборов
| Палата депутатов | Палата депутатов | Палата депутатов | Палата депутатов | Палата депутатов | Сенат         | Сенат      | Сенат  | Сенат |                      |
| Anno             | Voti ricevuti    | %                | Luoghi           | +/-              | Voti ricevuti | %          | Luoghi | +/-   | Capo                 |
| 2022             | 402.964          | 1,43 (10°)       | 0/400            | -                | 374.051       | 1,36 (10°) | 0/200  | -     | Луиджи Де Маджистрис |